# ザーボル空港
ザーボル空港(IATA: ACZ, ICAO: OIZB)はイラン・イスラム共和国スィースターン・バルーチェスターン州、ザーボルの北東にある空港。

## 就航航空会社・路線
| 航空会社       | 就航地                     |
| -------------- | -------------------------- |
| マーハーン航空 | テヘラン（メヘラーバード） |

## バスによる空港アクセス
- メッリー・バス（ザランジ）